# Miller Anderson (muzikant)
Miller Anderson (Houston (Renfrewshire), 12 april 1945) is een Britse blues- en rockmuzikant.

## Carrière
Miller Anderson begon zijn muzikale carrière tijdens het midden van de jaren 1960 bij bands als The Royal Crests, Karl Stuart & the Profiles en The Scenery. In 1968 speelde Anderson bij At Last The 1958 Rock N Roll Show, die zich in hetzelfde jaar hernoemden naar Charlie Woolfe.
In november 1968 voegde Anderson zich bij de Keef Hartley Band, die in 1969 optrad bij het Woodstock-festival. Met Keef Hartley nam Anderson de albums Halfbreed (1969), The Battle of North West Six (1969), The Time is Near (1970), Overdog (1971) en Little Big Band (1971) op. Hij schreef ook een groot gedeelte van de songs. Op de eerste beide albums schreef hij onder het pseudoniem Hewitson, omdat hij om contractuele redenen zijn echte naam niet mocht gebruiken.
In 1971 verliet Anderson de band en produceerde hij het soloalbum Bright City. In 1973 richtte hij de band Hemlock op, waarmee hij een album opnam en in het voorprogramma van Uriah Heep toerde. In 1974 ging Anderson naar de bluesband Savoy Brown, die met Stan Webb en Kim Simmonds al twee voortreffelijke gitaristen in dienst had. Na het album Boogie Brothers verliet Anderson de band al aan het eind van hetzelfde jaar.
Stan Webb besloot in 1975 de band Broken Glass op te richten nadat hij met Anderson in bluesband Savoy Brown had gespeeld. De nieuwe band werd gevormd met Robbie Blunt op gitaar, Rob Rawlinson op bas, Mac Poole op drums en Miller Anderson op gitaar. Miller Anders nam ook de titelsong Broken Glass vocaal voor z'n rekening. Het platenlabel EMI ondersteunde het debuutalbum van de band, simpelweg getiteld Broken Glass (1975, Capitol Records), geproduceerd door Tony Ashton die ook keys op het album speelt. Gebrek aan promotie beperkte de verkoop van het album en de band ging uit elkaar. In 1975 werkte Anderson ook opnieuw met Keef Hartley. Samen formeerden ze de band Dog Soldier, die een gelijknamig album op de markt brachten.
In het midden van 1976 werd Anderson bandlid bij T. Rex. Zanger Marc Bolan contracteerde hem als tweede gitarist en achtergrondzanger voor zijn comeback-band. Nadat ze gezamenlijk het album Dandy in the Underworld hadden opgenomen en succesvolle tournees door Frankrijk en het Verenigd Koninkrijk hadden afgesloten, verliet hij de band in juni 1977. Hij had genoeg van de talrijke playback-optredens. Hij wilde weer live spelen en ging nog in hetzelfde jaar op tournee met Donovan. Daarna volgde een tournee in het voorprogramma van Yes. In 1979 was Anderson medeoprichter van The Dukes, die een album opnam en onder andere op tournee ging met Wishbone Ash.
Vanaf 1982 werkte hij samen met Stan Webb, vooreerst in diens band Speedway, dan in 1984 in  de nieuwe bezetting van Chicken Shack. Na een kort intermezzo bij Mountain was Anderson betrokken bij de wederopstanding van The Spencer Davis Group. Met de drummer Pete York, zanger Chris Farlowe en andere collega's nam hij het album Superblues op. Anderson behoorde bovendien tot de stamband van Pete Yorks succesvolle tv-reeks Superdrumming.
Tijdens de jaren 1990 was Anderson zowel solo als ook met bekende muzikanten onderweg, waaronder Jon Lord en Roger Chapman. Hij speelde verder met The Spencer Davis Group en er kwam een revival van zijn vroegere band The Scenery. In 1997 verscheen het soloalbum Celtic Moon, geproduceerd door de Duitse blues- en rockgitarist Frank Diez en in 2003 Bluesheart. Met The Spencer Davis Group verschenen tot dan toe drie livealbums, waarop Anderson te horen is met gitaarspel en zang: Payin' My Dues To The Blues (1997), Live In Manchester (2002) en Official Bootleg (2006). Bovendien was hij in 2007 op tournee met de band The British Blues Quintet (met Maggie Bell, Zoot Money, Colin Hodgkinson en Colin Allen), waarvan ook in november 2007 het album Live in Glasgow (Recorded At The Ferry) was verschenen.
In 2012 vervoegde hij zich bij de Hamburg Blues Band en ging met hen in de herfst van 2012 resp. het voorjaar van 2013 op een tournee door Duitsland.

## Discografie
- 1971: Bright City
- 1975: Broken Glass
- 1997: Celtic Moon
- 2003: Bluesheart
- 2008: Chameleon
- 2009: From Lizard Rock (Live 2 CD)
- 2011: Live At Rockpalast (CD / DVD)
- 2016: Through The Mill
- 2017: Live In Vienna

- Biblioteca Nacional de España: XX4835550
- Gemeinsame Normdatei: 134655753
- International Standard Name Identifier: 0000 0001 1608 6433
- Library of Congress Control Number: no2006012632
- MusicBrainz: ac909f16-013f-4d71-b35e-7a8396149506
- Système universitaire de documentation: 090489888
- Virtual International Authority File: 24346843
- WorldCat: E39PBJd89fpX4pcwctTVP4VwG3